# Svída krvavá
Svída krvavá (Cornus sanguinea) je opadavý keř s jednoduchými vstřícnými listy. Vyskytuje se přirozeně i v České republice a je také pěstována v řadě kultivarů jako okrasná dřevina.

## Popis
Svída krvavá je keř nebo malý strom dorůstající výšky až přes 5 metrů. Větve jsou přímé, vystoupavé i převislé. Letorosty jsou zprvu zelenavé, brzy však tmavočerveně nebo hnědě nabíhají. Listy jsou vstřícně postavené, krátce řapíkaté, na líci živě zelené a roztroušeně chlupaté, na rubu poněkud světlejší, odstále chlupaté dvouramennými a/nebo jednoduchými odstálými chlupy. Na podzim se listy zbarvují nachově červeně. Čepel je eliptická až široce vejčitá, se 3 až 5 páry postranních žilek. Nejvyšší pár žilek odbočuje již asi v polovině čepele, což je charakteristický znak odlišující svídu krvavou od svídy bílé a svídy výběžkaté.
Kvete v květnu až červnu. Květy jsou bělavé a ostře páchnoucí, ve vypouklých až plochých, 3 až 6 cm širokých květenstvích. Plody jsou modročerné až černé peckovice na fialově červených stopkách. Opylovány jsou hmyzem, kterému poskytují nektar a pyl.
Přirozený areál výskytu svídy krvavé zahrnuje převážnou část Evropy, na východ zasahuje až po Írán a Kavkaz. Z České republiky jsou uváděny 3 poddruhy svídy krvavé, v užším pojetí druhů někdy chápané i jako samostatné druhy: svída krvavá pravá (Cornus sanguinea ssp. sanguinea), svída krvavá jižní (Cornus sanguinea ssp. australis) a svída krvavá uherská (Cornus sanguinea ssp. hungarica). Odlišují se především tvarem a uspořádáním chlupů na listech. Nominátní poddruh je rozšířen i v Čechách, zbylé dva jsou vázané především na Moravu.
Obvyklým typem přirozených stanovišť svídy krvavé jsou výslunné křovinaté stráně, lesní lemy, světlé lesy a potoční nivy na slabě kyselých až slabě zásaditých, živinami bohatších půdách.

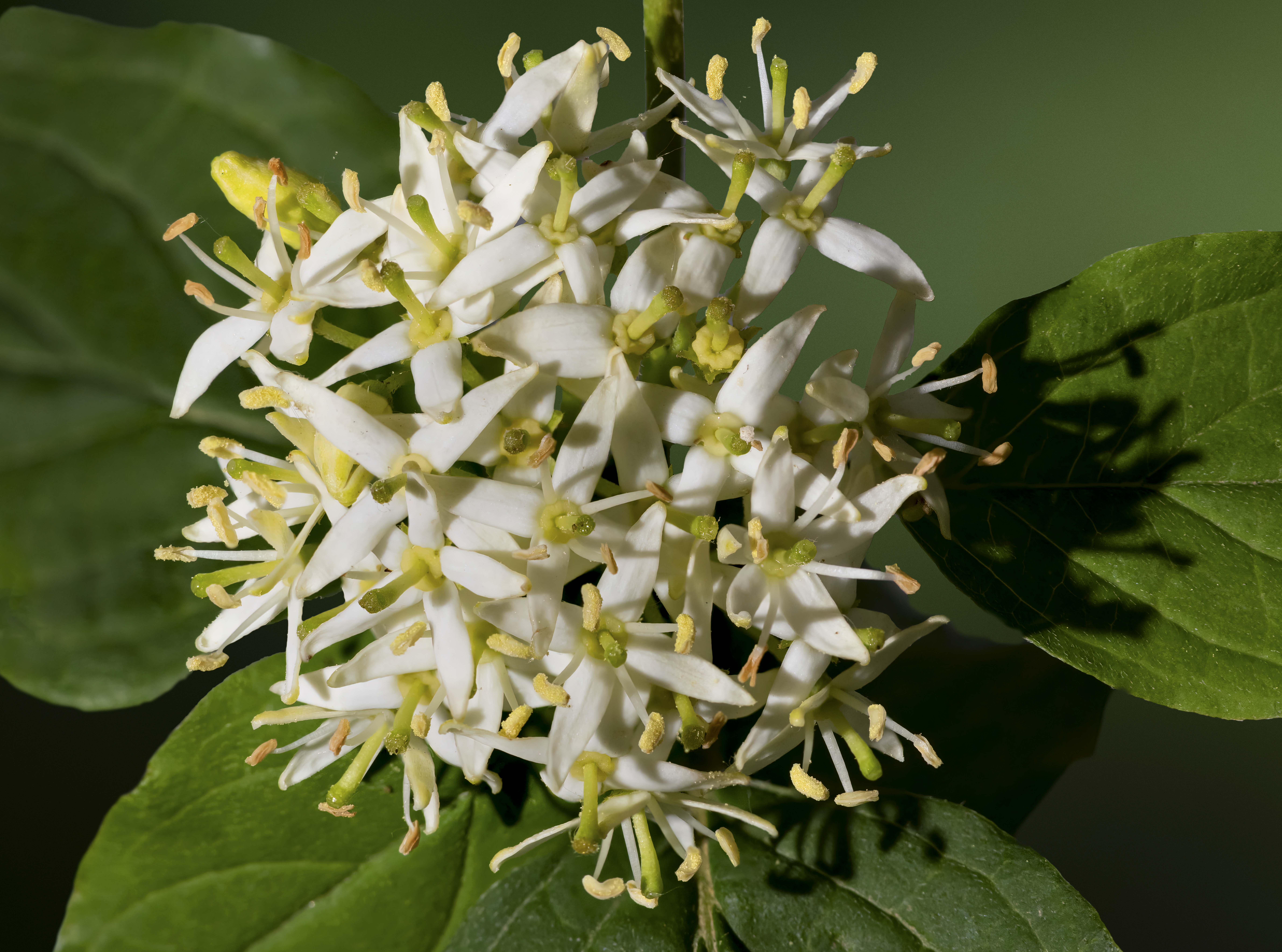
Květenství svídy krvavé
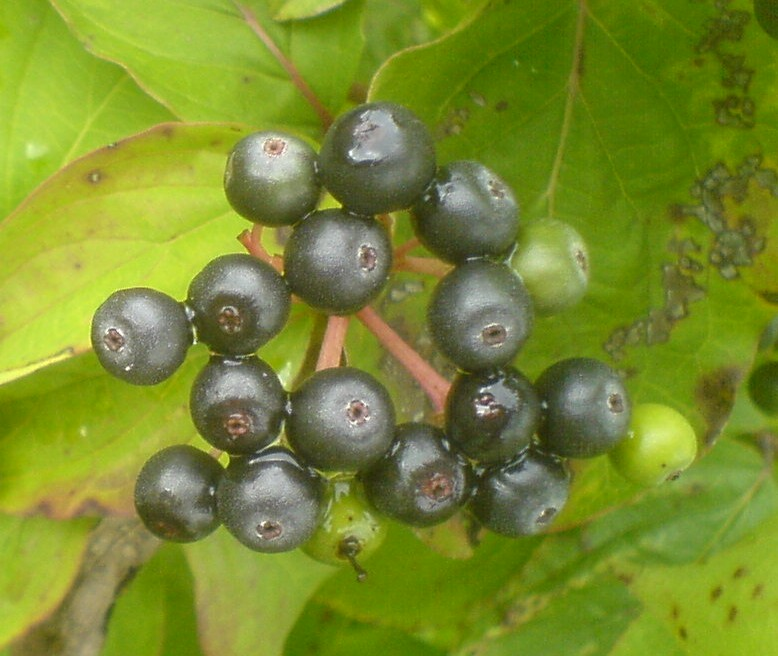
Zralé peckovice
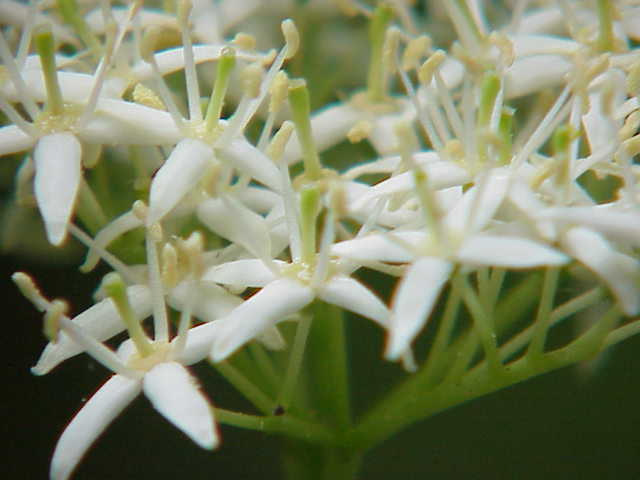
Detail květů
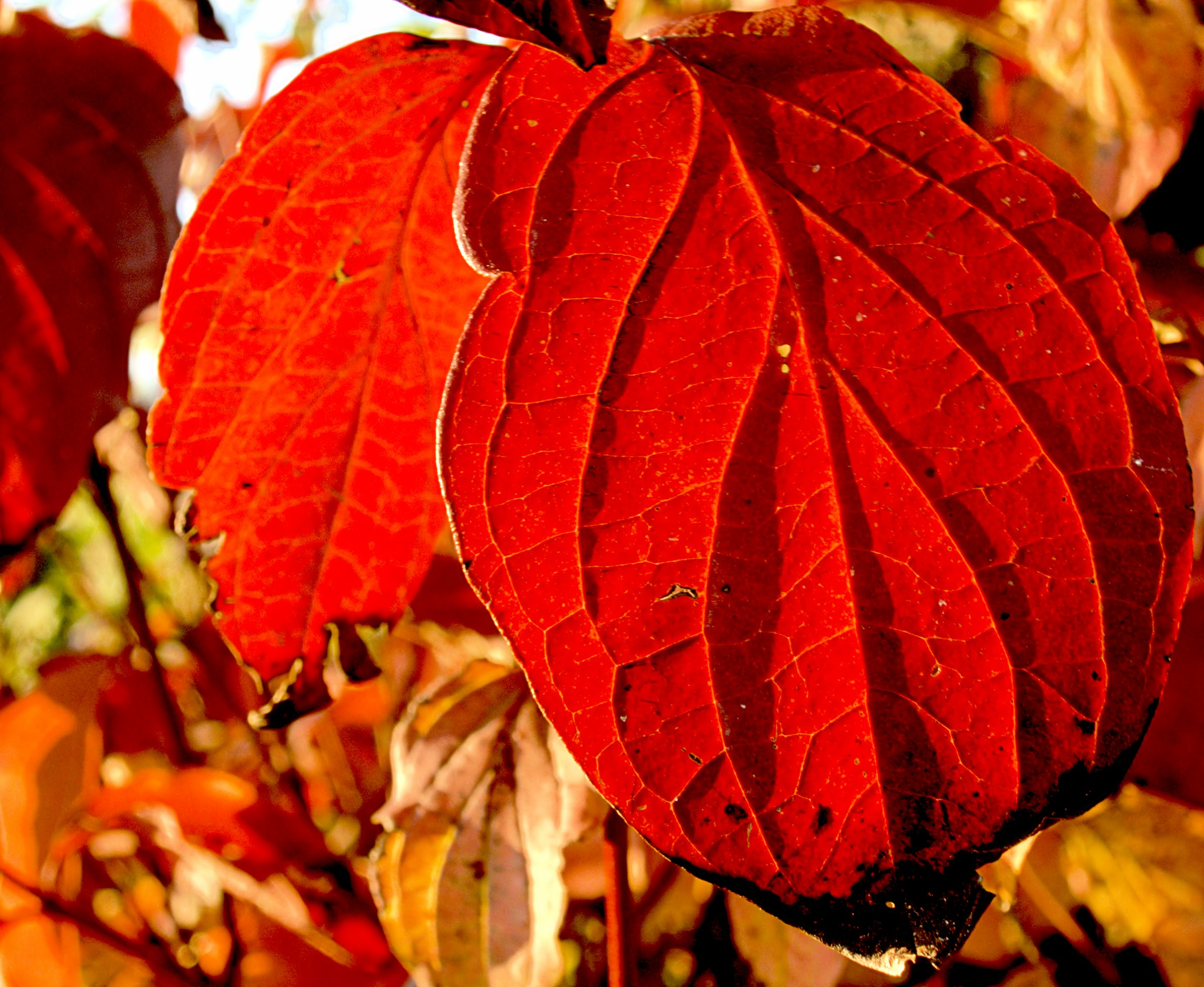
Podzimní zbarvení listů
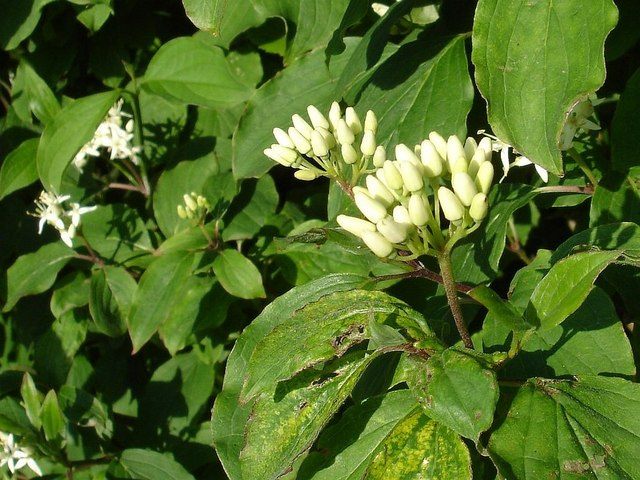
Rozkvétající květenství

## Využití
Svída krvavá je pěstována jako okrasná dřevina v celé řadě kultivarů, vyznačujících se především krásným zbarvením zimních holých větévek (např. kultivary 'Midwinter Fire' a 'Winter Beauty'), méně často i pestrými listy ('Variegata' aj.)
Keře jsou vhodné do skupin, jako krycí dřeviny, i jako podrost pod vyšší dřeviny.
Plody byly podle některých zdrojů využívány při průjmech.

## Pěstování

### Nároky
Při pěstování v mírném pásmu (ČR) je svída krvavá zcela odolná. Roste na slunci i v polostínu. Vhodná je jakákoliv propustná půda, vlhká. Je značně odolná proti suchu. Snáší exhalace. Svídu krvavou lze pěstovat i v nádobách, jako bonsaj. Je ale třeba zabránit promrzání obalením nádoby, nebo ji zapustit do země. Zaléváním během zimy dbáme, aby rostlina netrpěla suchem. Řez snese kdykoliv během vegetace, ačkoli silnější řez je obvykle vhodný v zimním období. Dobře obráží. Obvykle netrpí škůdci.

### Rozmnožování
Rozmnožuje se dřevitými řízky, bylinnými řízky nebo výsevem semen.